# 实达热带
實達热带是一個位於馬來西亞柔佛州新山市的鎮區，佔地740英畝，人口約3500人。開發商為實達集團(SP Setia Berhad)的母公司Setia Homes。

## 歷史
- 在2004年至2005年間，Setia Homes在實達热带進行開發。

## 交通
- 可駕車從南北高速公路到達。

## 設施
- 公園
- 蓮花超市